# خانه حسین آذری ماسوله
خانه آقای حسین آذری ماسوله مربوط به دوره معاصر است و در شهرستان فومن، شهرک تاریخی ماسوله واقع شده و این اثر در تاریخ ۲۵ اسفند ۱۳۸۰ با شمارهٔ ثبت ۵۳۸۷ به‌عنوان یکی از آثار ملی ایران به ثبت رسیده است.